# Gabriello Ferrantini
Gabriello Ferrantini dit il Occhiale (fin du XVIe siècle - début du XVIIe siècle) est un peintre italien baroque de l'école bolonaise.

## Biographie
Gabriello Ferrantini a été l'élève de Denis Calvaert et de Francesco Gessi.
Matteo Borboni et Michelangelo Colonna ont été de ses élèves.

## Sources
- (en) Cet article est partiellement ou en totalité issu de l’article de Wikipédia en anglais intitulé « Gabriello Ferrantini » (voir la liste des auteurs).